# Pieris (planta)
|  | Aquest article tracta sobre el gènere de plantes. Vegeu-ne altres significats a «Blanqueta (papallona)». |

Pieris és un gènere de plantes amb flor de la família de les ericàcies.

## Característiques
Les espècies de Pieris provenen d'Àsia i l'Amèrica del Nord. Són arbusts o arbres menuts que poden arribar fins a una alçada d'1 a 6 m.
Les fulles són amples i lanceolades; a la primavera, quan són tendres, tenen colors brillants. Les flors tenen forma de campana i són de color blanc o rosat. El fruit és una càpsula llenyosa que es divideix en cinc seccions amb múltiples llavors.
Les fulles de Pieris tenen importància ecològicament com a font d'aliment per les erugues d'algunes papallones com l'Ectropis crepuscularia.
Aquests arbusts són força apreciats com a plantes ornamentals i n'hi han algunes varietats cultivades, com la "Forest Flame". Es coneixen amb el nom comú d'andròmedes, però no pertanyen al gènere Andromeda.

## Taxonomia
N'hi ha set espècies:
- "Pieris cubensis" (Grisebach) Small. – Andròmeda cubana. Cuba.
- "Pieris floribunda" (Pursh ex Simms) Benth. & Hook. – Andròmeda de muntanya. Estats Units
- "Pieris formosa" (Wallich) D.Don – Andròmeda de l'Himalaia. Himalaia, Xina (Yunnan), Myanmar.
- "Pieris japonica" (Thunb.) D.Don ex G.Don - Andròmeda japonesa. Xina, Japó, Taiwan.
- "Pieris nana" (Maxim.) Makino (syn. Arcterica nana) – Andròmeda siberiana, Japó, Sibèria oriental.
- "Pieris phillyreifolia" (Hook.) DC. – Andròmeda enfiladissa. Estats Units
- "Pieris swinhoei" Hemsley - Andròmeda xinesa. Xina (Fujian, Guangdong).

## Galeria

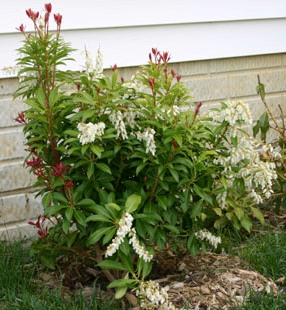
Pieris japonica 'Mountain Fire'
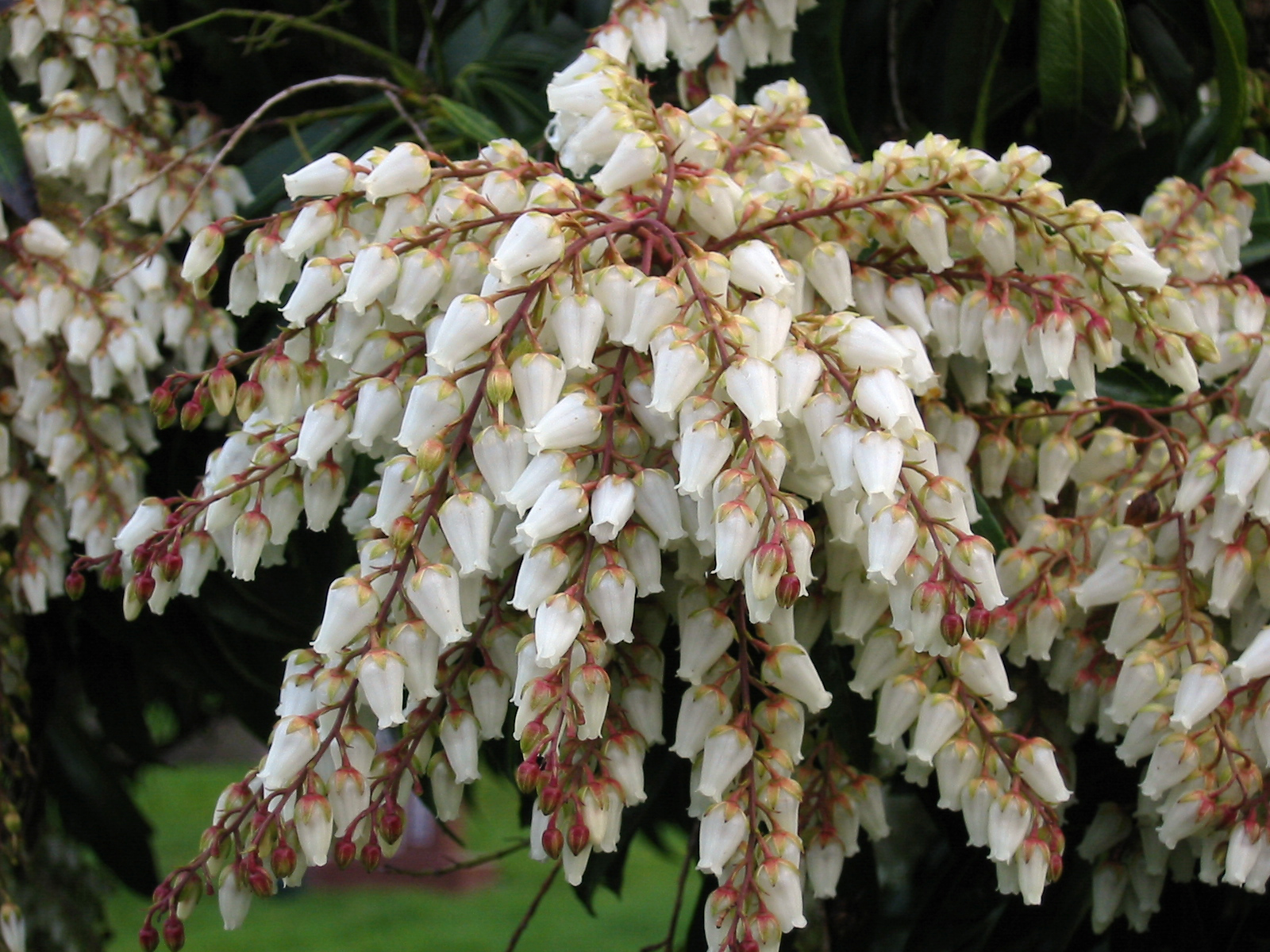
Pieris no identificada a Seattle
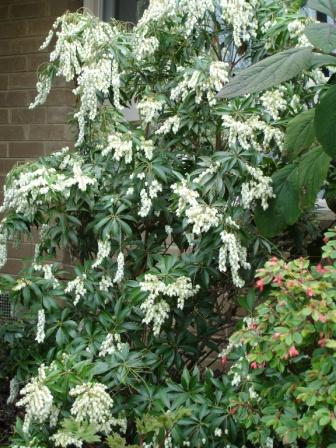
Pieris japonica.
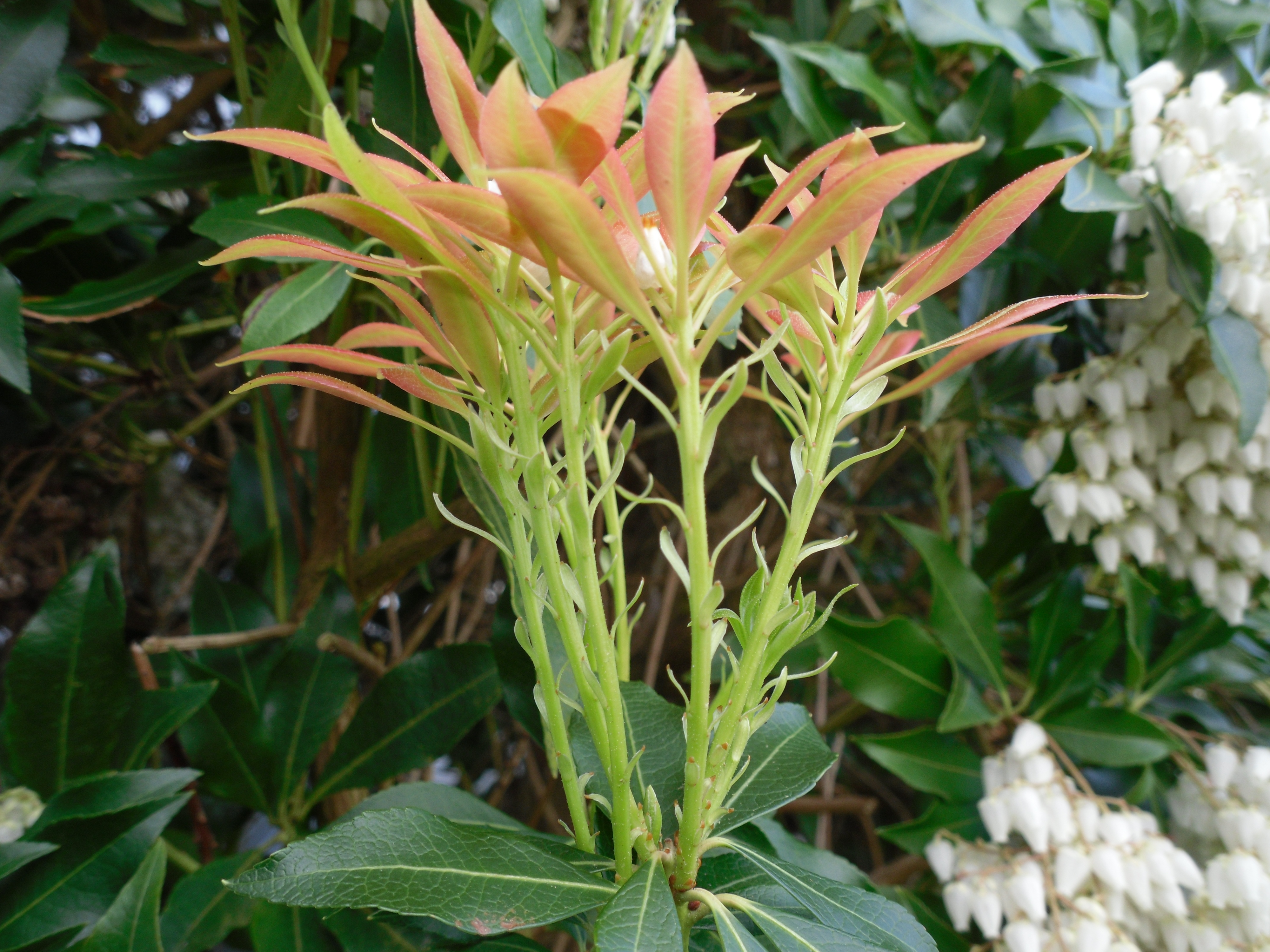
Pieris no identificada
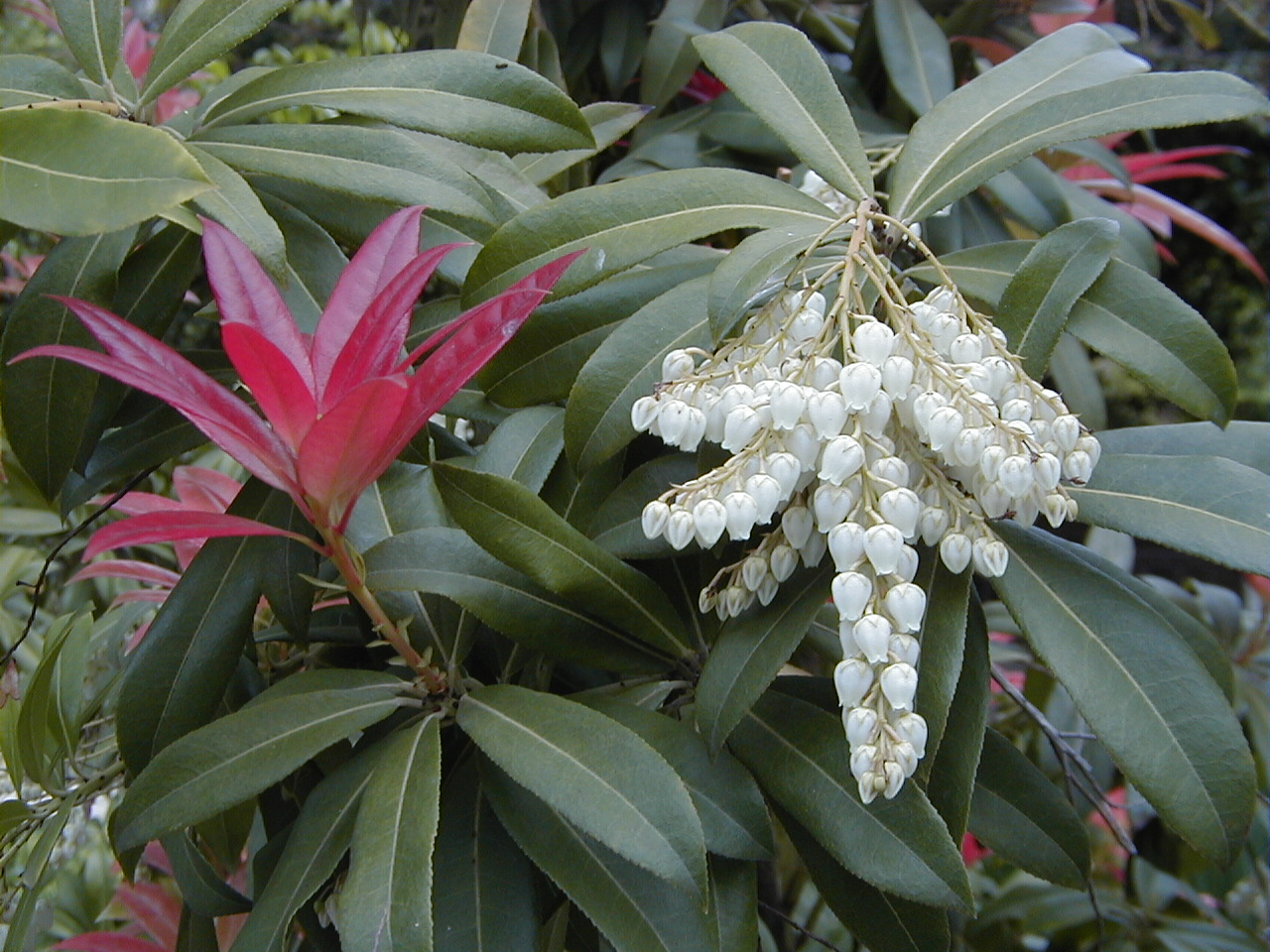
Pieris "Wakehurst."
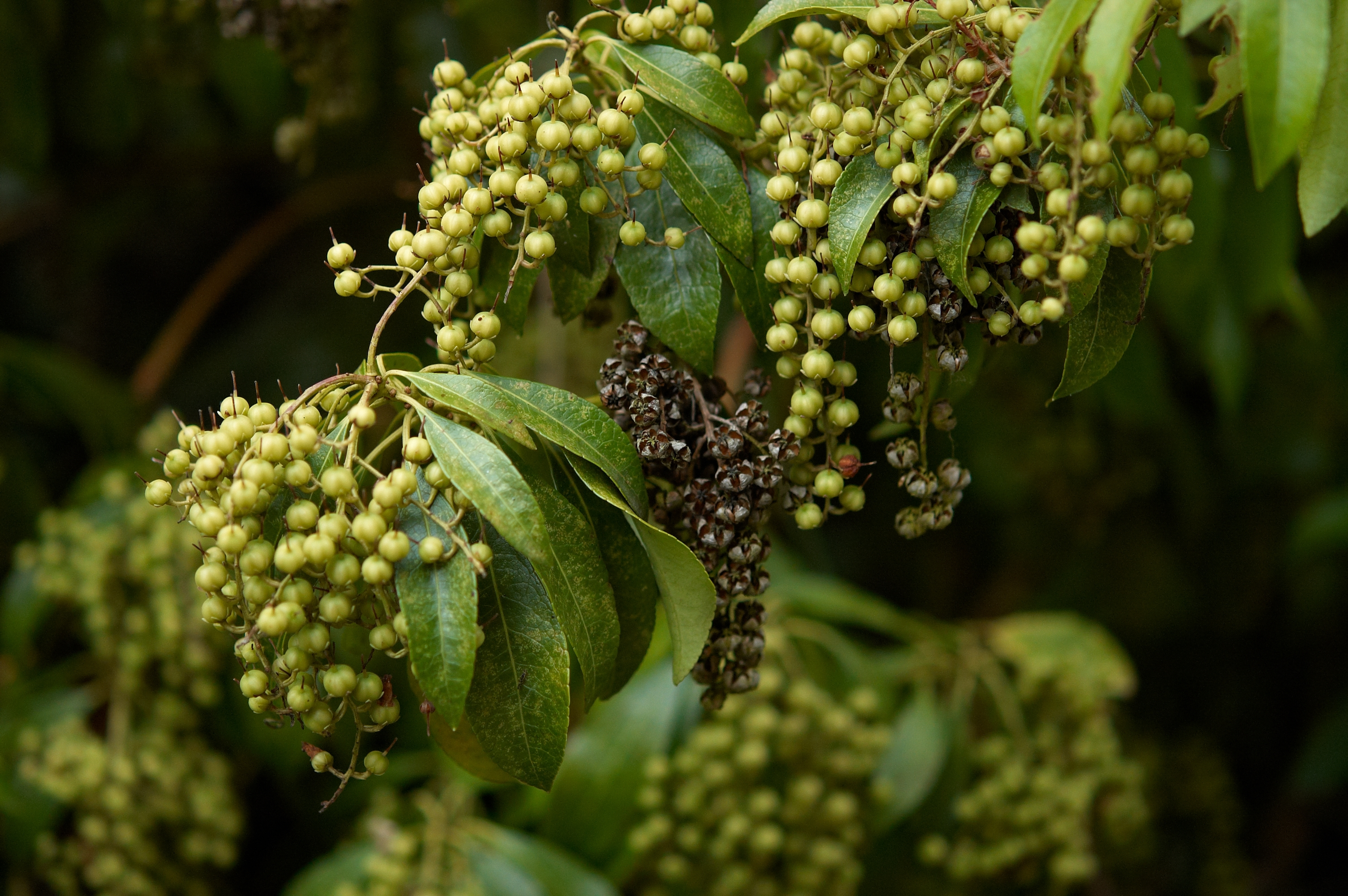
Pieris "Forest Flame;" poncelles verdes i fruit.
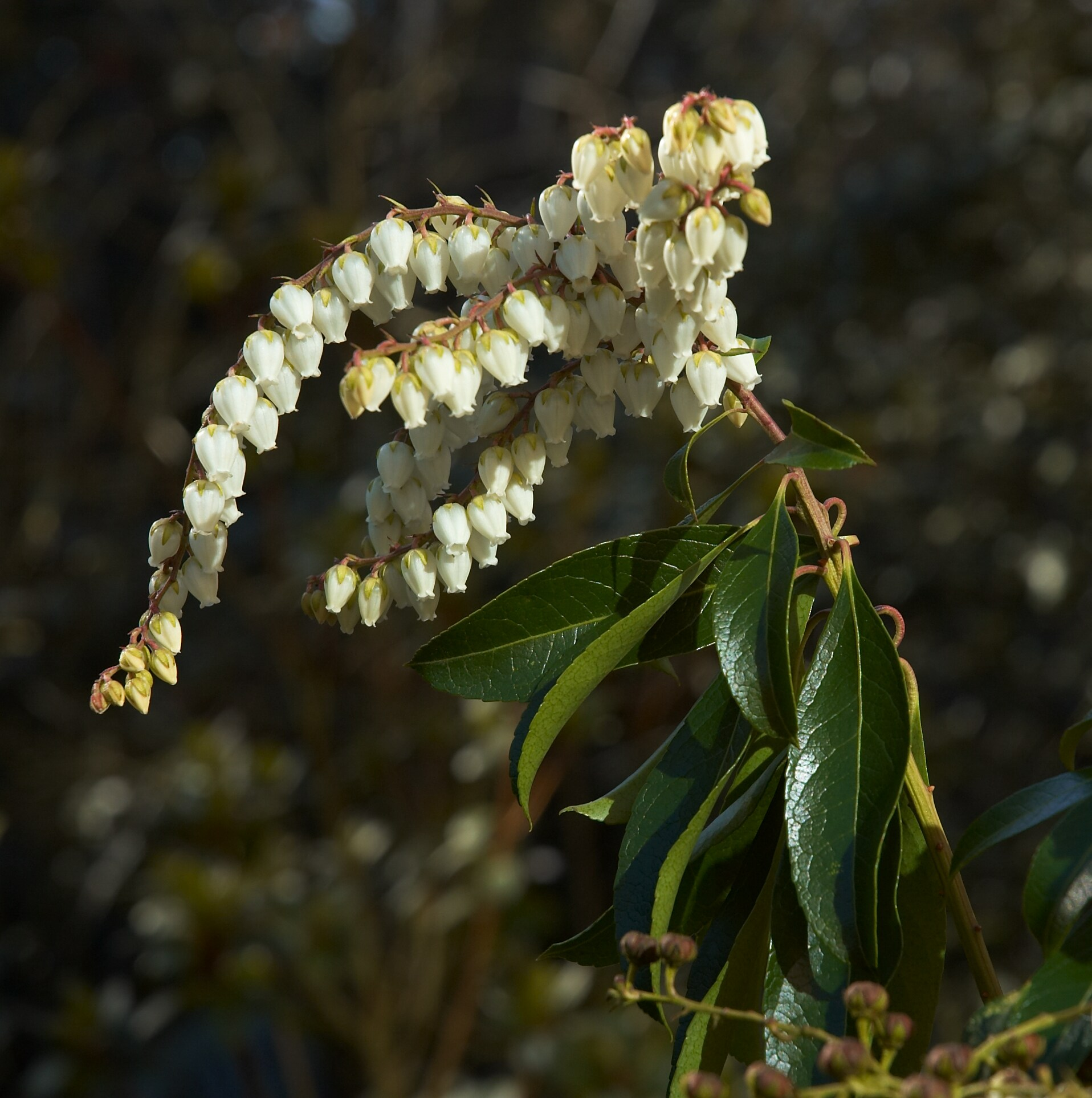
Pieris "Forest Flame;" raïms